# Sosigenes (Bildhauer)
Sosigenes (altgriechisch Σωσιγένης) war ein antiker griechischer Bildhauer.
Von Sosigenes sind heute keine Werke mehr überliefert, auch zu seiner Person sind keine Informationen überliefert worden. Er ist heute einzig durch eine Inschrift von der Basis einer Statue bekannt, die in Kyzikos gefunden wurde, wo er somit auch gewirkt haben dürfte. Die signierende Inschrift nennt ihn als Sohn eines Eukrates. Eine genauere Datierung erlauben weder die Basis noch die Inschrift.